# Newton Cannon

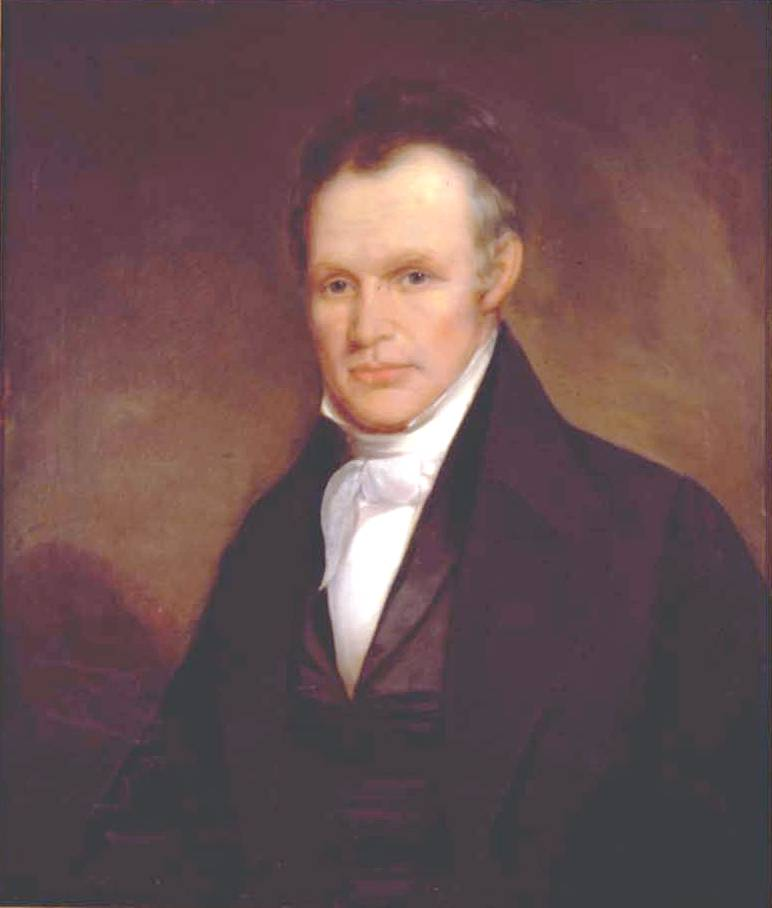
Newton Cannon.

Newton Cannon, född 22 maj 1781 i Guilford County, North Carolina, död 16 september 1841 i Nashville, Tennessee, var en amerikansk politiker. Han var guvernör i delstaten Tennessee 1835-1839.
Cannon deltog som överste i creek-kriget. Han gifte sig 1813 med Leah Pryor Perkins. Hustrun avled 1816 och Cannon gifte om sig två år senare med Rachel Starnes Willborn.
Cannon inledde sin politiska karriär som demokrat-republikan. Han var ledamot av USA:s representanthus 1814-1817 och 1819-1823. Han kandiderade sedan 1827 i guvernörsvalet i Tennessee men förlorade mot kongressledamoten Sam Houston.
Cannon var en ledande motståndare till Andrew Jackson i Tennessee och han gick med i whigpartiet. Han var den första av sammanlagt fyra whigs som lyckades bli guvernör i Tennessee. Cannon kandiderade till en tredje mandatperiod som guvernör men förlorade mot demokraten James K. Polk.
Cannon County har fått sitt namn efter Newton Cannon.